# Фанатка (фильм, 1998)
«Фанатка» (англ. Girl) — американская эротическая молодёжная драма 1998 года. По одноимённой повести Блейка Нельсона.

## Сюжет
Андреа Марр — статная восемнадцатилетняя красавица, которой опротивела жизнь маленького городка, наполненная скучными друзьями, прилежными подружками и занудными развлечениями. Она ставит себе целью переспать с восходящей рок-звездой Тоддом Спарроу, но для начала ей необходимо лишиться девственности, чтобы не чувствовать себя неловко в постели своего кумира.
Андреа становится сначала групи Тодда, а затем и любовницей…

## В ролях
- Доминик Суэйн — Андреа Марр
- Шон Патрик Флэнери — Тодд Спарроу
- Порша Де Росси — Карла Спарроу
- Тара Рид — Сибил
- Саммер Феникс — Ребекка Фернхёрст
- Сельма Блэр — Дарси
- Чаннон Роу — Кевин
- Кристофер Мастерсон — Ричард
- Дэвид Москоу — Грег
- Адам Скотт — Скотт